# 4 battute di povertà
4 battute di povertà è il terzo album del gruppo calabrese de Il Parto delle Nuvole Pesanti uscito nel 1997.

## Tracce
1. Sule – 5:19
2. 4 battute di povertà – 2:22
3. Lupu – 3:30
4. Resta sula – 6:20
5. Riturnella – 3:40
6. Bambini volanti – 3:45
7. Lesina – 3:41
8. Una giornata diversa – 3:38
9. L'avventura – 2:15
10. 10/100/1000 – 4:23

## Formati
Album (CD/MC/Promo MC)
- 1997 - 4 battute di povertà (Lillum Produzioni)

Singoli (CD promo)
- 1997 - Sule (Lillum Produzioni)
- 1998 - L’avventura (Lillum Produzioni)

## Videografia
- 1998 - Bambini volanti (regia di Tiziano Sossi)[2]
- 1998 - Lupu (regia di Tiziano Sossi)[3]
- 1998 - Sule (regia di Giancarlo Onorato e Tiziano Sossi)[4]

## Formazione
- Peppe Voltarelli - basso, voce, chitarra acustica e  elettrica, fisarmonica
- Salvatore De Siena - tamburello, chitarra battente, cori
- Mimmo Crudo - basso
- Mimmo Mellace - batteria, C-custom pads, bendir, craqbl, tianas

Altri musicisti   
- Angelo Adamo
- Antonella Barberio
- Sandro Boscolo
- Fulvio Leone
- Edoardo Marraffa
- Pasquale Morgante
- Giorgio Simbola
- Fabio Tricomi

## Crediti
- Prodotto da Il Parto delle Nuvole Pesanti
- Registrato e missato da Marco Bortolotti allo Studio Harmony (Bologna) tra aprile e maggio 1997
- Etichetta: Lillum Produzioni
- Distribuzione: Sony Music
- Edizioni musicali: La Mantide
- Management: MicroMacro